# 피렌체 (영화)
《피렌체》는 개봉 예정인 대한민국의 영화이다.

## 개요
대한민국의 2025년 하반기 개봉 예정인 영화.  김민종, 예지원, 해리, 김다현 등이 출연했다.
중.소규모의 국제영화제에서 51관왕 수상을 하며 독립장편영화의 최다수상기록을 남긴 "그대 어이가리" 이창열 감독의 후속 작품이다.
2025년 8월 7일(목), 서울 청담 CGV에서 이창열 감독의 실화 기반의 감동 영화인 『피렌체』그 두 번째 시사회가 성황리에 개최 되었다.
영화 『피렌체』는 “할리우드 어워즈(Hollywood Awards)”에서 작품상, 감독상, 각본상을 수상하며, 한국 영화로는 최초로 3관왕을 
달성하였다.

## 캐스팅
- 김민종 :
- 예지원 :
- 해리 :
- 유정하 :
- 김주원 :
- 김다현 :

## 수상 목록
<2025년>
- 헐리우드 어워즈 (작품상 / 감독상 / 각본상)